# خشم الكرم
خشم الكرم تجمع سكاني فلسطيني جنوب الخليل تقع في مسافر يطا شرق مدينة يطا في محافظة الخليل جنوب الضفة الغربية، وقعت تحت الاحتلال الإسرائيلي بعد حرب 1967.

## السكان
وفقًا للجهاز المركزي للإحصاء الفلسطيني، بلغ عدد سكان خشم الكرم عام 2017 حوالي 150 نسمة.